# Hrabia Angus
Hrabia Angus – tytuł szlachecki w średniowiecznej Szkocji, przyznawany władcy prowincji Angus.
Rodzina Douglasów należy do jednej z najbardziej prominentnych i najbardziej utytułowanych rodzin arystokratycznych w Wielkiej Brytanii. Z rodziny Douglasów wywodzi się szereg rodów arystokratycznych:
- Książęta Hamilton – używający podwójnego nazwiska Douglas-Hamilton
  - Hrabiowie Angus
  - Hrabiowie Selkirk

Tytuł hrabiego Angus został kreowany w parostwie Szkocji w 1389 r. dla George'a Douglasa 1. hrabiego Angus z dodatkowym tytułem:
- baron Abernethy (ang. Lord Douglas of Abernethy).

Hrabiowie Angus odziedziczyli w 1491 r. tytuł hrabiego Douglas po śmierci Jamesa Douglasa 9. hrabiego Douglas wraz z dodatkowym tytułem:
- baron Douglas (ang. Lord Douglas).

## Baronowie Douglas (11??-1333)
- 11??–1213: William Douglas, 1. lord Douglas
- 1213–1240: Archibald Douglas, 2. lord Douglas – syn 1. lorda Douglas
- 1240–1274: William Douglas, 3. lord Douglas – syn 2. lorda Douglas
- 1274–1298: William Douglas, 4. lord Douglas – syn 3. lorda Douglas
- 1298–1330: James Douglas, 5. lord Douglas – syn 4. lorda Douglas
- 1330–1333: William Douglas, 6. lord Douglas – syn 5. lorda Douglas

## Hrabiowie Douglas (1334–1491)
- Sir Archibald Douglas z Liddesdale – syn 4. lorda Douglas
- 1333–1384: William Douglas, 1. hrabia Douglas – syn Archibalda Douglasa, Wnuk 4. lorda Douglas
- 1384–1388: James Douglas, 2. hrabia Douglas – syn 1. hrabiego Douglas
- 1388–1400: Archibald Douglas, 3. hrabia Douglas – kuzyn w 5 pokoleniu 2. hrabiego Douglas, syn 5. lorda Douglas
- 1400–1424: Archibald Douglas, 4. hrabia Douglas – syn 3. hrabiego Douglas
- 1424–1438: Archibald Douglas, 5. hrabia Douglas – syn 4. hrabiego Douglas
- 1438–1440: William Douglas, 6. hrabia Douglas – syn 5. hrabiego Douglas
- 1440–1442: James Douglas, 7. hrabia Douglas – kuzyn w 5 pokoleniu 5. hrabiego Douglas, syn 3. hrabiego Douglas
- 1442–1452: William Douglas, 8. hrabia Douglas – syn 7. hrabiego Douglas
- 1452–1491: James Douglas, 9. hrabia Douglas – brat 8. hrabiego Douglas, syn 7. hrabiego Douglas

Tytuł hrabiego Douglas odziedziczył Archibald Douglas, 5. hrabia Angus

## Hrabiowie Angus (1389–1588)
- 1389–1403: George Douglas, 1. hrabia Angus – syn 1. hrabiego Douglas i Margaret Stewart 4. hrabiny Angus (2. kreacji)
- 1403–1437: William Douglas, 2. hrabia Angus – syn 1. hrabiego Angus
- 1437–1445: James Douglas, 3. hrabia Angus – syn 2. hrabiego Angus
- 1445–1463: George Douglas, 4. hrabia Angus – brat 3. hrabiego Angus, syn 2. hrabiego Angus
- 1463–1513: Archibald Douglas, 5. hrabia Angus i 10. hrabia Douglas – syn 4. hrabiego Angus
  - Sir George Douglas, Master Angus – syn 5. hrabiego Angus
- 1513–1557: Archibald Douglas, 6. hrabia Angus – syn Sir George'a Douglasa, Mastera Angus, Wnuk 5. hrabiego Angus
  - Sir George Douglas z Pittendreich – syn Sir George'a Douglasa, Mastera Angus, Wnuk 5. hrabiego Angus
- 1557–1558: David Douglas, 7. hrabia Angus – prawnuk 5. hrabiego Angus
- 1558–1588: Archbald Douglas, 8. hrabia Angus – syn 7. hrabiego Angus

Tytuł hrabiego Angus i Douglas odziedziczył William Douglas prawnuk 4. hrabiego Angus

## Hrabiowie Angus (1464–1660)
- 1463–1513: Archibald Douglas, 5. hrabia Angus i 10. hrabia Douglas – syn 4. hrabiego Angus
  - Sir Willam Douglas z Glebenrvire – syn 5. hrabiego Angus
  - Sir Archibald Douglas z Glebenrvire – wnuk 5. hrabiego Angus, syn Sir Williama Douglasa
- 1588–1591: William Douglas, 9. hrabia Angus – kuzyn w 8 pokoleniu 8. hrabiego Angus, prawnuk 5. hrabiego Angus
- 1591–1611: William Douglas, 10. hrabia Angus – syn 9. hrabiego Angus
- 1611–1660: William Douglas, 1. markiz Douglas, 11. hrabia Angus – syn 10. hrabiego Angus

## Markizowie Douglas (1611–1761)
- 1611–1660: William Douglas, 1. markiz Douglas, 11. hrabia Angus – syn 10. hrabiego Angus
  - Archibald Douglas, 12. hrabia Angus – syn 1. markiza Douglas
- 1660–1700: James Douglas, 2. markiz Douglas, 13 hrabia Angus – syn 12. hrabiego Angus
  - James Douglas 14. hrabia Angus
- 1700–1761: Archibald Douglas, 3. markiz Douglas, 1. książę Douglas – syn 2. markiza Douglas

Tytuł markiza Douglas i hrabiego Angus odziedziczył James Douglas-Hamilton, 7. książę Hamilton prapraprawnuk 1. markiza Douglas

## Książęta Douglas (1704–1761)
- 1703–1761: Archibald Douglas, 1. książę Douglas, 3. markiz Douglas, 15. hrabia Angus – syn 2. markiza Douglas

Tytuł wygasł w 1761 r.

## Hrabiowie Forfar (1661–1715)
- 1661–1712 – Archibald Douglas, 1. hrabia Forfar – syn 12. hrabiego Angus
- 1712–1715 – Archibald Douglas, 2. hrabia Forfar – syn 1. hrabiego Forfar

Tytuł wygasł w 1715 r.

## Hrabiowie Dumbarton (1674–1742)
- 1674–1692 – George Douglas, 1. hrabia Dumbarton – syn 1. markiza Douglas
- 1692–1742 – George Douglas, 2. hrabia Dumbarton – syn 1. hrabiego Dumbarton

Tytuł wygasł w 1742 r.

## Baronowie Mordington (1641–1791)
- 1641–1656 – James Douglas, 1. lord Mordington – syn 10 hrabiego Angus
- 1656–1677 – William Douglas, 2. lord Mordington – syn 1. lorda Mordington
- 1677–1703 – James Douglas, 3. lord Mordington – syn 2. lorda Mordington
- 1703–1741 – George Douglas, 4. lord Mordington – syn 3. lorda Mordington
- 1741–1791 – Charles Douglas, 5. lord Mordington – syn 4. lord Mordington

Tytuł wygasł w 1791 r.